# Donkey Punch the Night
Donkey Punch the Night es el tercer EP de la banda Puscifer. Es el último trabajo realizado por el grupo musical desde el álbum Conditions of My Parole, que fue editado en 2011. Este nuevo EP contiene dos nuevas canciones, “Breathe” y “Dear Brother”, dos cóveres Bohemian Rhapsody de Queen y Balls to the Wall de Accept. También se incluyen remixes de los dos cóveres y de las dos nuevas canciones en esta nueva obra de Puscifer.

## Lanzamiento
El EP fue lanzado el día martes 19 de febrero de 2013. La publicación de este trabajo y sus canciones fueron anunciadas en noviembre de 2012 junto con las fechas de la gira por Australia. Maynard James Keenan, líder de la banda, se refirió a este EP: “Continuamos con nuestra tradición de lanzar algunas canciones nuevas en un tiempo. Pero tenía una picazón que necesitaba rascarme, y esa picazón era Balls to the Wall. La cual fue secundada por otra picazón aún más difícil de alcanzar conocida como Bohemian Rhapsody. Y logramos rascarlas.
El EP cuenta con la mayoría de los múysicos que participaron en la edición del anterior álbum de Puscifer: Maynard Keenan como vocalista, Carina Round como guitarrista y segunda vocalista, Mat Mitchell como bajista, guitarrista y programador, Juliette Commagere como vocalista adicional, Josh Eustis como pianista y guitarrista, Matt McJunkins como bajista y Jeff Friedl como percusionista y baterista. Los músicos invitados fueron Zac Rae en piano, Josh Morreau en bajoy Calire Acey como vocalista. En los remixes participaron Drumcell, SONOIO, Jonathan Bates y DJ Silent Servant.

## Lista de canciones
| N.º | Título                                            | Duración |  |
| 1.  | «Bohemian Rhapsody (O.G. mix)»                    | 5:52     |  |
| 2.  | «Breathe»                                         | 4:40     |  |
| 3.  | «Dear Brother»                                    | 3:43     |  |
| 4.  | «Balls to the Wall (Pillow Fight mix)»            | 3:55     |  |
| 5.  | «Breathe (Drumcell rework)»                       | 7:24     |  |
| 6.  | «Dear Brother (Denton rework)»                    | 3:24     |  |
| 7.  | «Balls to the Wall (Silent Servant El Guapo mix)» | 4:11     |  |
| 8.  | «Bohemian Rhapsody (SONOIO rework)»               | 6:26     |  |

## Personal
- Maynard Keenan − Vocalista
- Carina Round - corista, guitarra
- Mat Mitchell - bajo, guitarra, programación
- Josh Eustis - guitarra, piano
- Matt McJunkins - bajo
- Juliette Commagere - corista
- Jeff Friedl - batería, percusión
- Zac Rae - piano
- Josh Morreau - bajo
- Claire Acey - corista